# Terpiłowscy herbu własnego
Terpiłowscy herbu własnego – polski ród szlachecki pochodzenia tatarskiego, pieczętujący się herbem własnym, przedstawiającym w godle srebrny topór w polu purpurowym, nad którym takaż brama, a w klejnocie - srebrnego jastrzębia.

## Historia
Zgodnie z legendą rodową, Terpiłowscy mają pochodzić od jednego ze zbiegłych dowódców tatarskich - z których wielu przechodziło na chrześcijaństwo, stawając w szeregach polskich rycerzy - obdarowanego za zasługi przez króla Kazimierza Wielkiego dobrami na Podolu. Z czasem Terpiłowscy rozszerzyli teren swojego rozsiedlenia na Wołyń i Polesie.
W 1564 roku przedstawiciele jednej z gałęzi Terpiłowskich, noszącej przydomek Kantemir, za szczególne zasługi otrzymali ziemię od Jerzego Ilinicza. Odtąd ich rodową siedzibą była miejscowość Terpiłowicze (dawniej Kniaziorod, a obecnie Zieleniec) w parafii Czarnawczyce, województwa brzesko-litewskiego.

Po rozbiorach Rzeczypospolitej Terpiłowscy wylegitymowali się ze staropolskiego szlachectwa w zaborze rosyjskim. W 1805 roku udowodnił swoje szlacheckie pochodzenie przed Deputacją wywodową grodzieńską Antoni Kantemir Terpiłowski, syn Ludwika Terpiłowskiego - cześnika trockiego w 1766 roku. Kolejne potwierdzenia miały miejsce w 1839, 1841 i 1901 roku przed Departamentem Heraldyki Rządzącego Senatu w Petersburgu.

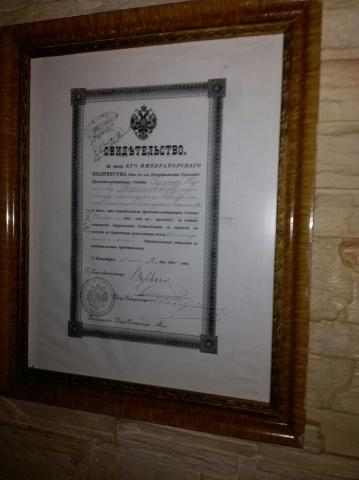
Kopia certyfikatu szlachectwa Bernarda Terpiłowskiego z 1901 roku
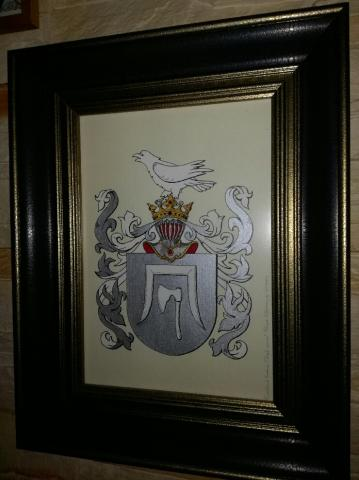
Herb własny rodziny Terpiłowskich – Terpiłowski